# Повратак у Оз
Повратак у Оз је амерички-индијски 3D компјутерски анимирани филм, у продукцији Самертајм Ентертејнмента. Филм је благо надахнут књигом праунука америчког дечјег писца Л. Френка Баума, Роџера Стентона Баума - Дороти из Оза.
Филм је синхронизован на српски језик 2014. године, а са приказивањем у Србији, Црној Гори и Републици Српској синхронизована верзија је почела 21. августа исте године. Синхронизацију је радио студио Призор.  Српска синхронизација је издата на DVD-у.

## Прича
Није много прошло од првог путовања Дороти и Тотоа у Оз. Како год, њеним пријатељима - лименом човеку, страшилу и плашљивом лаву треба помоћ. Време у Озу тече брже него у Канзасу и Дороти види да Луда - брат зле вештице запада осваја земље Оза, држи његове управнике у заробљеништву и покрива Оз тамом. Чак и Глинда не зна како да се избори са Лудом, а Дороти је последња нада за спас.
Када девојчица стигне у Оз, планира да крене у Смарагдни град и да се тамо сретне са својим пријатељима, да би заједно победили непријатеља. Луда јој отежава пут различитим препрекама, али јој помажу Мудрица, пуковник Пуслица и порцеланска принцеза.

## Улоге[3][4]
| Име глумца          | Улога                   |
| ------------------- | ----------------------- |
| Ивана Поповић       | Дороти                  |
| Тамара Драгичевић   | Порцеланска принцеза    |
| Радован Вујовић     | Пуковник Пуслица, Шериф |
| Нина Јанковић       | Глинда                  |
| Милан Чучиловић     | Лав                     |
| Марко Марковић      | Луда, проценитељ        |
| Милош Самолов       | Мудрица                 |
| Игор Дамњановић     | Страшило                |
| Србољуб Милин       | Пловко                  |
| Владислава Ђорђевић | Стенографкиња, служавка |
| Бора Ненић          | Судија                  |
| Бојан Лазаров       | Чика Хенри              |
| Бранка Шелић        | споредне улоге          |
| Данијел Корша       | споредне улоге          |
| Дубравка Арсић      | споредне улоге          |